# El rodaballo
El rodaballo (en alemán, Der Butt) es una novela del escritor alemán y Premio Nobel de Literatura Günter Grass, publicada en 1977. Fue también la primera novela traducida al español por su actual traductor, Miguel Sáenz, después de Carlos Gerhard, traductor de su Trilogía de Danzig y fallecido en 1975. Es quizá su obra más reconocida junto con El tambor de hojalata. 

## Argumento
En la Edad de Piedra, un pescador atrapa a un rodaballo parlante a orillas del Vístula. El pez le propone ser su consejero en la lucha contra la mujer a cambio de su libertad. En ese entonces los hombres vivían en sociedades matriarcales en las que no existían los conflictos ni el cambio, y todas las necesidades eran satisfechas por las mujeres. La novela narra la relación entre un hombre y una mujer que recorren toda la historia de la humanidad, desde la prehistoria hasta los años en que fue escrita, a través de sucesivas reencarnaciones o "tempotránsitos" como las llama el narrador, siempre con la presencia del rodaballo, testigo y consejero del hombre. Dividida en nueve capítulos que corresponden a los nueve meses del embarazo de la mujer del protagonista, la narración le da un importante papel al elemento culinario, siendo rica en descripciones de comidas y alimentos.